# Завалівські горіхи чорні
Зава́лівські горі́хи чо́рні — екзотичні дерева, ботанічна пам'ятка природи місцевого значення в Україні.

## Розташовані
Зростають біля автошляху Т 0903 «Підгайці-Галич» у с. Завалові Тернопільського району Тернопільської області.

## Пам'ятка
Оголошені об'єктом природно-заповідного фонду рішенням виконкому Тернопільської обласної ради № 829 від 28 грудня 1970 року. Початкова назва — «Горіх чорний», офіційно перейменована на «Завалівські горіхи чорні» рішенням № 75 другої сесії Тернопільської обласної ради шостого скликання від 10 лютого 2016 року.
Перебувають у віданні Завалівської сільської ради.

## Характеристика
Площа — 0,04 га.
Під охороною — 4 дерева горіха чорного віком 90 р. і діаметром 60-70 см. Цінний у зеленому господарстві.